# Gåser
Gåser (tot 2010: Gåser Kirkedistrikt)  is een parochie van de Deense Volkskerk in de Deense gemeente Aalborg. De parochie maakt deel uit van het bisdom Aalborg en telt 468 kerkleden op een bevolking van 468 (2004).
Gåser was tot 2010 als kirkedistrikt deel van de parochie Øster Hassing. Historisch lag het in Kær Herred. In 1970 werd het gebied opgenomen in de nieuw gevormde gemeente Hals, die in 2007 opging in Aalborg.
Ajstrup · Gåser · Hals · Hammer · Horsens · Hou · Hvorup · Lindholm · Nørresundby · Øster Hassing · Sulsted · Ulsted · Vadum · Vester Hassing · Vodskov